# 弗萊堡戰役
弗萊堡戰役（法語：Bataille de Fribourg）或稱三日戰役，是1644年三十年戰爭期間的一場血腥戰鬥。此場戰役發生在帝國軍隊於7月28日佔領弗赖堡後不久，法軍決定派遣支援部隊以收復這座城市。
孔代亲王和支援部隊於8月2日抵達後，決定在第二天開始對巴伐利亞部隊發起進攻。法軍於3日和5日發起數次衝鋒，但皆沒有成功並且損失慘重。在經過幾天的獲取補給後，蒂雷納子爵於9日對梅西的側翼發起進攻，巴伐利亞軍在擊退法軍的先鋒後最終不敵，留下了部分行李和大砲，撤退至菲林根。
法軍在贏得勝利後，前往防備不高的上萊茵地區，並成功征服其的大部分地區。 而雙方的衝突仍繼續持續，法軍於1645年成功在納德林根戰役擊敗並導致梅西戰死。梅西的繼任者遠不如他，最終導致巴伐利亞在戰爭末期連續遭到蒂雷納子爵的成功入侵。

## 註腳
1. ↑  Clodfelter 2017，第38頁.
2. 1 2  Wilson 2009，第679頁.
3. 1 2  Clodfelter 2017，第39頁.
4. ↑  Guthrie 2003，第214頁.
5. ↑  Schott 1978，第12頁.
6. ↑  Guthrie 2003，第234頁.